# Кукколи, Артуро
Артуро Кукколи (итал. Arturo Cuccoli; 17 июля 1869, Болонья — 1 декабря 1935, Падуя) — итальянский виолончелист.
Начал учиться игре на виолончели у своего старшего брата Эудженио (1861—1896), профессионального виолончелиста. Затем поступил в Болонский музыкальный лицей в класс Франческо Серато. По окончании лицея в течение одного сезона играл в оркестре в Рио-де-Жанейро, затем вернулся в Европу, играл в Болонье и Неаполе. С 20-летнего возраста концертировал как солист по Италии, Испании, Португалии, Германии, России. В 1893 г. обосновался в Триесте, где преподавал и выступал в составе струнного квартета Юлиуса Хеллера, затем Триестского квартета Аугусто Янковича. С 1900 г. вёл класс виолончели и контрабаса в Падуанском музыкальном институте. Вплоть до 1912 г. часто выступал в дуэте с пианистом Чезаре Поллини, с 1906 г. играл в квинтете королевы Маргариты под руководством Джованни Сгамбати. В 1918 г. по приглашению графа Киджи Сарачини принял участие в гастрольном турне Сиенского квинтета.
В Падуе Кукколи подготовил и опубликовал значительное количество учебных пособий и дидактических сочинений, а также множество переложений для виолончели, выполненных в учебных целях. Ему также принадлежит несколько пьес для виолончели и фортепиано.